# Vanister Enama
Vanister Enama , né le 12 mars 1995  au Sangmélima au Cameroun est un artiste parolier camerounais. Il accède à la notoriété grâce à la profondeur de ses textes et son usage des rimes.

## Biographie

### Enfance, éducation et débuts
Vanister Enama Fidèle est né le 12 mars 1995 à Sangmélima au sur du Cameroun. Orphelin à l'âge de 7 ans, Vanister Man Akonolinga, de son nom d'artiste, quitte l'école et vit de petits boulots. Il apprend la guitare de manière autodidacte dans la rue. Il accède à la notoriété par la profondeur de ses textes, ses rimes et sa faculté à improviser,,.

### Carrière
| Vidéo externe |                                                                             |
|               | Vanister Enama - Ma Vie Sera Top (Chakap by Adrenaline)•VA MUSIC production |
|               | Vanister Enama : Je M'en Fous Chakap By Adrenaline•VA MUSIC production      |

Vanister Enama commence sa carrière en 2013,,. Il est chanteur, rappeur et slameur. Il est invité à se produire régulièrement hors du Cameroun,,. Ambassadeur des Lions Indomptables à la Coupe du monde de football 2022, il se rapproche de Samuel Eto'o,.
En 2023, il fait un vidéo-clip sur la future victoire des Lions indomptables, à la Coupe d'Afrique des nations de football 2023.

## Discographie

### Albums
- Marabout
- Ma destinée
- Sans confiance

### Singles les plus connus
- Ma Vie Sera Top. Ma Vie Sera Top - Single, 2023
- Je m'en fous. Je m'en fous - Single, 2023
- Tu Nous Manqueras ! ( Hommage à Cabrel Nanjip) - Single, 2023